# Dasyurus geoffroii
El cuol occidental (Dasyurus geoffroii), también conocido como chudchit o gato nativo occidental es una especie de marsupial dasiuromorfo de la familia Dasyuridae. Está más relacionado con el cuol de bronce (D. spartacus) que con cualquier otra especie del género, hasta el punto de que la especie neoguineana fue considerada antaño como una subespecie de la australiana.

## Zoogeografía
Habita los bosques de Jarrah (bosque abierto y matorral) en el extremo suroccidental de Australia, aunque en otro tiempo alcanzó la práctica totalidad de la mitad meridional de la misma.

## Faneróptica y anatomía
Es una especie de tamaño medio dentro del género, aunque el marcado dimorfismo sexual hace que las hembras sean de las más pequeñas dentro del mismo. Pesa entre 900 y 1300 g y mide de 36 a 46 cm de longitud, más una cola de 22 a 30 cm.
La diferencia principal de esta especie con respecto al resto de sus congéneres es que la cara es más pálida que el resto del cuerpo.

## Dieta
La dieta es muy variada. Aunque presenta modificaciones cuantitativas y cualitativas en función de los recursos del medio, en ella se incluyen mamíferos que en ocasiones pueden superar en tamaño al individuo, reptiles, aves, anfibios, insectos, crustáceos acuáticos y otros invertebrados.

## Reproducción
La época de celo va de  mayo a julio; el periodo de gestación es de 16 a 23 días. Aunque puede alumbrar más crías, la única camada anual suele ser de entre dos y seis individuos. La lactancia dura hasta las 23 o 24 semanas. Los recién nacidos permanecen entre 7-15 semanas en el marsupio, para ser posteriormente dejados en una madriguera donde la madre vuelve a amamantarlos. A partir de la 18.ª semana los cachorros adquieren mayor independencia. La madurez se alcanza al año de edad. La esperanza de vida es de 3 o 4 años en libertad y hasta 5 años y medio en cautividad.

## Comportamiento
Son animales nocturnos y solitarios. Fundamentalmente terrestres aunque pueden trepar ágilmente a los árboles. Son territoriales, y aunque el área de un macho puede solaparse con las de varias hembras, solamente mantendrán algún tipo de relación en la época de cría.

## Estado de conservación
Clasificación UICN: Casi amenazado. Este animal es empleado como alimento por algunas tribus aborígenes, siendo considerado además como un animal mítico.